# Comissão Diálogo, Verdade e Reconciliação
A Comissão Diálogo, Verdade e Reconciliação (CDVR; em francês:  Commission dialogue, vérité et réconciliation) foi empossada pelo Presidente da Costa do Marfim Alassane Ouattara em 28 de setembro de 2012 em resposta ao violento conflito civil resultante da crise pós-eleitoral marfinense de 2010-2011. A Comissão de onze membros, liderada pelo ex-primeiro-ministro Charles Konan Banny, consistia em líderes religiosos, representantes regionais e o futebolista do Chelsea F.C., Didier Drogba. A Comissão foi modelada na Comissão da Verdade e da Reconciliação da África do Sul e recebeu dois anos para completar seu mandato para investigar violações de direitos humanos no passado e fornecer recomendações sobre como prevenir futuros abusos e disponibilizar reparações às vítimas.
Além de coletar depoimentos privados das vítimas, a comissão organizou audiências públicas, durante as quais as vítimas confrontaram os perpetradores na frente dos comissários da CDVR. No entanto, a falta de transmissões televisivas da comissão e a cobertura mínima da mídia significaram que as declarações poderosas de testemunhas tiveram pouco impacto em todo o país. Desde a conclusão do relatório e recomendações finais, Ouattara não publicou o relatório final, apesar de vários apelos nesse sentido. A CDVR levou à criação da Comissão Nacional para a Reconciliação e a Indenização das Vítimas (em francês:  Commission Nationale pour la Réconciliation et l’Indemnisation des Victims; CONARIV) em 25 de março de 2015, com um fundo de compensação de 15 milhões de euros.

## Criação e mandato
Antes da Comissão Diálogo, Verdade e Reconciliação, a Costa do Marfim ainda estava se recuperando de uma década de conflitos e distúrbios, enraizados tanto na discórdia política quanto nas tensões etnocomunitárias. A crise pós-eleitoral de 2010-2011 iniciou-se pela recusa do presidente cessante Laurent Gbagbo em aceitar Ouattara como vencedor das eleições de 2010 o que produziria um violento conflito durante o qual pelo menos 3.000 civis foram mortos, mais de 150 mulheres foram estupradas e violações dos direitos humanos foram cometidas por ambas as partes. Em 27 de abril de 2011, Ouattara prometeu criar uma comissão seguindo o modelo da Comissão da Verdade e Reconciliação da África do Sul e anunciou o ex-primeiro-ministro Charles Konan Banny como líder da comissão. A comissão foi incumbida de “elaborar uma tipologia de violações de direitos humanos”, “estabelecer a verdade e situar a responsabilidade por eventos sociopolíticos passados e presentes”, “ouvir as vítimas e obter o reconhecimento dos fatos pelos perpetradores” e “identificar e fazer recomendações para a luta contra a injustiça, as desigualdades de todo tipo, o tribalismo, o nepotismo, a exclusão, assim como o ódio em todas as suas formas”. Notavelmente ausente foi a falta de poderes de anistia da comissão ou poderes para absolver alguém. Em dezembro de 2014, Banny apresentou o relatório final da CDVR ao então presidente Ouattara.